# Paul Bühlmann
Paul Bühlmann (12 de febrero de 1927 - 15 de julio de 2000) fue un actor teatral y cinematográfico de nacionalidad suiza.

## Biografía
Nacido en Zúrich, Suiza, se crio en su ciudad natal, viviendo allí hasta su muerte. En los años 1950 y 1960 hizo algunas actuaciones radiofónicas, en musicales de Hans Gmür como Bibi Balu y Golden Girl. 
Su gran oportunidad llegó con la película Polizist Wäckerli in Gefahr, en la que actuó junto a Jörg Schneider interpretando a la pareja de ladrones "Feusi y Vögeli". Sin embargo, también tuvo una gran éxito con papeles serios como el de Das gefrorene Herz, de Xavier Koller. El mejor momento de su carrera llegó con el papel protagonista de la pieza en dialecto De Schacher Sepp, basada en el personaje "Der Brandner Kaspar", estrenada en 1990 en el Bernhard-Theater de Zúrich. 
Los papeles preferidos de Bühlmann eran de comedias y farsas. Junto a Jörg Schneider y Ines Torelli interpretó piezas infantiles en disco llamadas Kasperlitheaters, que se han convertido en clásicos musicales de los cuentos de hadas infantiles. Pero Bühlmann también prestó a menudo su voz a personajes malvados. Además, en las versiones suizas en alemán de Pumuki dio voz al carpintero Eder.
Paul Bühlmann se mantuvo activo en el escenario hasta que sufrió una enfermedad renal, actuando principalmente junto a Jörg Schneider. Bühlmann falleció en Zúrich, Suiza, en 2000. Había sido un fiel seguidor del FC Zürich.